# Tatai Sokadalom
A hajdani nagy vásárokat idéző Tatai Sokadalom családi programot nyújt 2000 óta minden év június harmadik hétvégéjén, Tatán, az Angolparkban.

## Története
2000-ben tartottak először sokadalmat, a millennium jegyében. Akkor érkezett Tatára a millenniumi zászló, amelynek méltó fogadására ötlött fel a szép, hagyományokkal teli ünnepség megszervezése. A Millenniumi Sokadalom rendezvénysorozat szellemi atyja, ötletgazdája: Novák Ferenc. Maga a szó, sokadalom, a hajdani országos kirakodóvásárokat jelentette, s ezt kívánja hangulatában megidézni a gazdag programokkal és népművészeti tárgyakat felvonultató rendezvény.
Az Örökség Gyermek Népművészeti Egyesület felvette fesztiváljainak körébe a Tatai Sokadalmat 2010-ben.

## A fesztivál célja
A népi hagyományok ápolása, illetve mai, modern művészek segítségével megmutassák, hogyan lehet azt továbbvinni a jövőbe.

## Programok
Néptánc-, népzenei csoportok produkciói, népművész mesterek munkáiból kirakodóvásár, népi ínyencségekből kóstoló, kézműves- és színjátszó foglalkozások, íjászat, sokadalmi menettánc, baranta és zászlóforgatók, kóruspódium, bábszínház, kosár körhinta, Szentivánéji tűzgyújtás minden korosztálynak. Szervező a tatai Kenderke Néptáncegyesület.

## Fellépők
Écsi Gyöngyi felvidéki mesemondó, Berecz András Kossuth-díjas énekes-mesemondó, Gryllus Vilmos, a Makám zenekar, Pál István Szalonnával.

## Külső hivatkozás
- Tatai Sokadalom a FesztiválPortál.hu-n
- A Tatai Sokadalom hivatalos honlapja
- Köszönet a Kenderkének
- Tatai Sokadalom - immár tizenkettedik alkalommal Archiválva 2011. szeptember 6-i dátummal a Wayback Machine-ben
- Tatai barangolások, fényképes városi túraajánlatok